# Olof Hasslow
Olof Johnsson Hasslow, född 28 maj 1871 i Hästveda socken, död 30 september 1952 i Lund, var en svensk botaniker och präst. Han var far till Sture Hasslow.
Hasslow blev efter studier vid Kristianstads högre allmänna läroverk 1892 student vid Lunds universitet, där han avlade filosofie kandidatexamen 1895, teoretisk teologisk examen 1897 och praktisk teologisk examen 1898. Han prästvigdes sistnämnda år. Hasslow blev vice pastor i Höganäs bruksförsamling 1908 och kyrkoherde i Kviinge och Gryts församlingar 1911. Han utgav ett flertal arbeten om kransalgerna, såsom Sveriges characeer (i Botaniska notiser, 1931) och Norges characeer (i Nytt magasin for naturvidenskapene, 75, 1936).